# Constance Jablonski
Constance Jablonski (Lille, França, 17 de abril de 1991) é uma modelo ￼￼francesa.

## Carreira
Constance Jablonski ganhou o concurso Elite Model Look em 2006 na França.
Ela desfilou por Victoria's Secret o Victoria's Secret Fashion Show 2010, 2011, 2012, 2013, 2014 e 2015.
Ela é também musa para Estee Lauder desde 2010.